# Міагра рудогорла
Міа́гра рудогорла (Myiagra castaneigularis) — вид горобцеподібних птахів родини монархових (Monarchidae). Ендемік Фіджі. Раніше вважався підвидом синьочубої міагри, однак в 2016 році був визананий окремим видом.

## Підвиди
Виділяють два підвиди:
- M. c. castaneigularis Layard, EL, 1876 — острів Вануа-Леву;
- M. c. whitneyi Mayr, 1933 — острів Віті-Леву.

## Поширення і екологія
Рудогорлі міагри живуть в рівнинних і гірських вологих тропічних лісах.